# Mathias Ullmann
Mathias Ullmann, als Musiker auch Ulli Ullmann, (* 1960 in Halle (Saale)) ist ein deutscher Historiker, Buchautor und Musiker.

## Leben
Mathias Ullmann wuchs in Leipzig auf. Von 1981 bis 1986 studierte er Afrikanistik und Geschichte, 1989 promovierte er zur Geschichte der afrikanischen Goldküste.
 Von 1989 bis 1992 arbeitete er an der Universität Leipzig und von 1992 bis 2003 an der Sächsischen Akademie der Wissenschaften zu Leipzig, wo er die Edition der Schriften von Ehrenfried Walther von Tschirnhaus leitete.
 Seit 2004 ist er freiberuflich als Historiker tätig.
Von 2011 bis 2015 war er Geschäftsführer der Stiftung „Deutsches Uhrenmuseum Glashütte – Nicolas G. Hayek“.
Als Sänger trat in Bands und als Straßenmusikant auf, u. a. bei Strafsache Dr. Schlüter.
Als Autor verfasste er die Romane Jonathans Lied brennt (Projekte-Verlag Halle, 2006), Ottos Berg (VAT Mainz, 2010), die Romantrilogie Sie werden mich mögen (VAT Mainz, 2012) sowie die Texte für die Bildbände Leipzig von oben – Tag und Nacht (k4Verlag Dresden, 2014) und Leipzig damals und heute. Eine fotografische Zeitreise von 1873 bis 2016 (k4Verlag Dresden, 2016).
Seit 2015 ist er als Reiseleiter mit den Spezialgebieten Westeuropa, Nordamerika und Afrika tätig. Er betreibt einen Blog.

## Veröffentlichungen (Auswahl)
Sachbücher
- Gesamtausgabe / Ehrenfried Walther von Tschirnhaus. Hrsg. von: Eberhard Knobloch, Verlag der Sächsischen Akademie der Wissenschaften, Leipzig; Bearbeitung durch Mathias Ullmann:
  - Reihe 1, Werke, Abt. 5; Schriften zur Erziehung. Leipzig 2003, ISBN 3-515-08463-0.
  - Reihe 2, Abt. 1; Amtlicher Schriftverkehr mit dem sächsischen Hof. Leipzig 2004, ISBN 3-515-08673-0.
  - Reihe 2, Abt. 5; Die Auseinandersetzung mit dem Pfarrer Johann Wilhelm Kellner von Zinnendorf (Tanzgreuel). Leipzig 2002, ISBN 3-515-08130-5
- Texte zur brandenburgisch-preussischen Kolonialgeschichte (Brandenburger in Afrika). Unze-Verlags-Ges., Potsdam 1992 (= Brandenburgische entwicklungspolitische Hefte; H. 3) Arbeitsgruppe „Brandenburg in der Dritten Welt“, Universität Potsdam
- Historischer Prozess im subsaharischen Afrika und seine Widerspiegelung in den europäischen Reiseberichten. Das Beispiel der Goldküste zwischen 1471 und 1874. Hochschulschrift/Universität Leipzig, Leipzig 1989. (Dissertation)

Romane
- Ottos Berg. Mainz 2010, ISBN 978-3-940884-28-2 (im Rahmen der Gründung von Festung und Kolonie Groß Friedrichsburg)
- Sie werden mich mögen. Die Robert-Hartmann-Trilogie. (Enthält die Erzählungen Josephsmacher, Ohne Engel und Hirnriss) Mainz 2012, ISBN 978-3-940884-37-4
- Jonathans Lied brennt. Elemente 1 – Feuer. 1. Auflage. Projekte-Verlag 188, Halle (Saale) 2005, ISBN 3-938227-75-3 (Teil 1 einer Tetralogie historischer Romane)

Texte zu Bildbänden:
- Leipzig von oben – Tag und Nacht Dresden, 2014
- Leipzig damals und heute. Eine fotografische Zeitreise von 1873 bis 2016, Dresden, 2016

Besprechungen
- Die schöne Helena (Staatsschauspiel Dresden, Regie: Carsten Ludwig). In: ARGOS. Erstes Heft. VAT Verlag, Mainz 2007 (= Mitteilungen zu Leben, Werk und Nachwelt des Dichters Peter Hacks [1928–2003], Band 1), ISBN 978-3-940884-21-3.